# Wilton (Dakota du Nord)
Pour les articles homonymes, voir Wilton.
La ville américaine de Wilton est située dans les comtés de Burleigh et McLean, dans l’État du Dakota du Nord. Lors du recensement de 2010, sa population s’élevait à 711 habitants.

## Histoire
Wilton a été fondée en 1899.

## Démographie
Selon une étude de 2020, la ville contiendrait 718 habitants. La densité est de 429,9 hab./km².

## Géographie
La superficie de la ville est de 1,67 km². La ville se trouve jusqu'à 662 mètres d'altitude.
| 1910 | 1920 | 1930 | 1940 | 1950 | 1960 |
| ---- | ---- | ---- | ---- | ---- | ---- |
| 437  | 108  | 149  | 117  | 134  | 105  |

| 1970 | 1980 | 1990 | 2000 | 2010 | - |
| ---- | ---- | ---- | ---- | ---- | - |
| 116  | 262  | 728  | 807  | 711  | - |

## Source
- (en) Cet article est partiellement ou en totalité issu de l’article de Wikipédia en anglais intitulé « Wilton, North Dakota » (voir la liste des auteurs).